# Campeonato FIBA Américas Sub-16 de 2015
El Campeonato FIBA Américas Sub-16 de 2015 fue la 4ª edición del torneo de baloncesto organizado por FIBA Américas para selecciones menores de 16 años. Se realizó en Bahía Blanca (Argentina), 10 al 14 de junio de 2015. 

## Selecciones participantes
- Norteamérica:
  -  Estados Unidos
  -  Canadá
- Centroamérica y el Caribe:
  -  Puerto Rico
  -  México
  -  República Dominicana
- Sudamérica:
  -  Argentina (Sede)
  -  Brasil
  -  Venezuela

## Ronda de grupos

### Grupo A
| Pos | Equipo         | Pts | PG | PP | PF  | PC  | Dif  |
| --- | -------------- | --- | -- | -- | --- | --- | ---- |
| 1   | Estados Unidos | 6   | 3  | 0  | 343 | 188 | +155 |
| 2   | Colombia       | 5   | 2  | 1  | 188 | 239 | -51  |
| 3   | Puerto Rico    | 4   | 1  | 2  | 202 | 251 | -49  |
| 4   | Brasil         | 3   | 0  | 3  | 216 | 271 | -55  |

FuenteːStandings Archivado el 20 de diciembre de 2016 en Wayback Machine.
|  | Avanzan a semifinales. |  | Jugarán por el quinto puesto. |

| 10 de junio de 2015 | Estados Unidos                               | 105–54                                | Puerto Rico                            |                                                  |  |
| 19:00 (UTC)         | Parciales: 29–17, 25–12, 26–14, 25–11        | Parciales: 29–17, 25–12, 26–14, 25–11 | Parciales: 29–17, 25–12, 26–14, 25–11  |                                                  |  |
|                     | Estadísticas Howard 19 Vanderbilt 10 Jones 4 | Boxscore Pts Reb Asts                 | Estadísticas Ayala 16 Perez 7 Placer 2 | Pabellón: Osvaldo Casanova Stadium, Bahía Blanca |  |

| 10 de junio de 2015 | Brasil                                                         | 58–66                                 | Colombia                               |                                                  |  |
| 21:15 (UTC)         | Parciales: 12–17, 17–17, 15–20, 14–12                          | Parciales: 12–17, 17–17, 15–20, 14–12 | Parciales: 12–17, 17–17, 15–20, 14–12  |                                                  |  |
|                     | Estadísticas Y.Dos Santos 15 Goncalves, Abreu 8 Y.Dos Santos 5 | Boxscore Pts Reb Asts                 | Estadísticas Frink 22 Diaz 12 Segura 3 | Pabellón: Osvaldo Casanova Stadium, Bahía Blanca |  |

| 11 de junio de 2015 | Colombia                                            | 51–115                               | Estados Unidos                                         |                                                  |  |
| 16:45 (UTC)         | Parciales: 17–33, 5–35, 10–26, 19–21                | Parciales: 17–33, 5–35, 10–26, 19–21 | Parciales: 17–33, 5–35, 10–26, 19–21                   |                                                  |  |
|                     | Estadísticas Mirambeaux 13 Mirambeaux 9 4 players 1 | Boxscore Pts Reb Asts                | Estadísticas Trent Jr. 25 Jones 10 Jones, Carter Jr. 5 | Pabellón: Osvaldo Casanova Stadium, Bahía Blanca |  |

| 11 de junio de 2015 | Puerto Rico                               | 82–75                                | Brasil                                                |                                                  |  |
| 19:00 (UTC)         | Parciales: 17–16, 13–20, 26–9, 26–30      | Parciales: 17–16, 13–20, 26–9, 26–30 | Parciales: 17–16, 13–20, 26–9, 26–30                  |                                                  |  |
|                     | Estadísticas Ayala 24 Ayala 8 Rodriguez 6 | Boxscore Pts Reb Asts                | Estadísticas Goncalves 27 Goncalves 10 Y.Dos Santos 4 | Pabellón: Osvaldo Casanova Stadium, Bahía Blanca |  |

| 12 de junio de 2015 | Colombia                                | 71–66                                 | Puerto Rico                                       |                                                  |  |
| 16:45 (UTC)         | Parciales: 19–15, 12–17, 19–16, 21–18   | Parciales: 19–15, 12–17, 19–16, 21–18 | Parciales: 19–15, 12–17, 19–16, 21–18             |                                                  |  |
|                     | Estadísticas Frink 16 Frink 11 Rivera 3 | Boxscore Pts Reb Asts                 | Estadísticas Ayala 22 Carrillo 10 Placer, Ayala 2 | Pabellón: Osvaldo Casanova Stadium, Bahía Blanca |  |

| 12 de junio de 2015 | Estados Unidos                             | 123–83                                | Brasil                                 |                                                  |  |
| 21:15 (UTC)         | Parciales: 27–21, 36–11, 34–13, 26–38      | Parciales: 27–21, 36–11, 34–13, 26–38 | Parciales: 27–21, 36–11, 34–13, 26–38  |                                                  |  |
|                     | Estadísticas Carter Jr. 21 Hill 12 Jones 4 | Boxscore Pts Reb Asts                 | Estadísticas Santos 24 Abreu 6 Nunes 5 | Pabellón: Osvaldo Casanova Stadium, Bahía Blanca |  |

### Grupo B
| Pos | Equipo    | Pts | PG | PP | PF  | PC  | Dif |
| --- | --------- | --- | -- | -- | --- | --- | --- |
| 1   | Canadá    | 6   | 3  | 0  | 261 | 181 | +80 |
| 2   | Argentina | 5   | 2  | 1  | 218 | 197 | +21 |
| 3   | México    | 4   | 1  | 2  | 222 | 256 | -34 |
| 4   | Venezuela | 3   | 0  | 3  | 176 | 243 | -67 |

FuenteːStandings Archivado el 20 de diciembre de 2016 en Wayback Machine.
|  | Avanzan a semifinales. |  | Jugarán por el quinto puesto. |

| 10 de junio de 2015 | Venezuela                                   | 55–84                               | Canadá                                        |                                                  |  |
| 16:45 (UTC)         | Parciales: 6–29, 22–18, 7–25, 20–12         | Parciales: 6–29, 22–18, 7–25, 20–12 | Parciales: 6–29, 22–18, 7–25, 20–12           |                                                  |  |
|                     | Estadísticas Paez 14 Sulbaran 7 3 players 1 | Boxscore Pts Reb Asts               | Estadísticas Djurick 17 Djurick 11 Nembhard 2 | Pabellón: Osvaldo Casanova Stadium, Bahía Blanca |  |

| 10 de junio de 2015 | Argentina                                              | 85–70                                 | México                                                    |                                                  |  |
| 23:30 (UTC)         | Parciales: 23–17, 19–11, 17–24, 26–18                  | Parciales: 23–17, 19–11, 17–24, 26–18 | Parciales: 23–17, 19–11, 17–24, 26–18                     |                                                  |  |
|                     | Estadísticas Basualdo, Lopez 20 Basualdo 9 Zandomeni 5 | Boxscore Pts Reb Asts                 | Estadísticas S.Martinez 24 De La Serna 9 Landin, Willis 3 | Pabellón: Osvaldo Casanova Stadium, Bahía Blanca |  |

| 11 de junio de 2015 | Canadá                                       | 101–64                               | México                                              |                                                  |  |
| 21:15 (UTC)         | Parciales: 20–7, 24–23, 29–10, 28–24         | Parciales: 20–7, 24–23, 29–10, 28–24 | Parciales: 20–7, 24–23, 29–10, 28–24                |                                                  |  |
|                     | Estadísticas Barrett 22 Shittu 17 Nembhard 5 | Boxscore Pts Reb Asts                | Estadísticas S.Martinez 27 3 players 5 S.Martinez 2 | Pabellón: Osvaldo Casanova Stadium, Bahía Blanca |  |

| 11 de junio de 2015 | Venezuela                            | 51–71                                | Argentina                                   |                                                  |  |
| 23:30 (UTC)         | Parciales: 4–15, 18–10, 12–23, 17–23 | Parciales: 4–15, 18–10, 12–23, 17–23 | Parciales: 4–15, 18–10, 12–23, 17–23        |                                                  |  |
|                     | Estadísticas Lenuz 11 Pino 9 Paez 2  | Boxscore Pts Reb Asts                | Estadísticas Lopez 19 Basualdo 15 Baralle 4 | Pabellón: Osvaldo Casanova Stadium, Bahía Blanca |  |

| 12 de junio de 2015 | México                                       | 88–70                                 | Venezuela                                          |                                                  |  |
| 19:00 (UTC)         | Parciales: 23–15, 18–16, 35–22, 12–17        | Parciales: 23–15, 18–16, 35–22, 12–17 | Parciales: 23–15, 18–16, 35–22, 12–17              |                                                  |  |
|                     | Estadísticas S.Martinez 15 Ponton 7 Willis 7 | Boxscore Pts Reb Asts                 | Estadísticas Lenuz, Pino 15 Rodríguez 8 Sulbaran 2 | Pabellón: Osvaldo Casanova Stadium, Bahía Blanca |  |

| 12 de junio de 2015 | Argentina                                           | 62–76                                 | Canadá                                     |                                                  |  |
| 23:30 (UTC)         | Parciales: 16–25, 17–11, 17–22, 12–18               | Parciales: 16–25, 17–11, 17–22, 12–18 | Parciales: 16–25, 17–11, 17–22, 12–18      |                                                  |  |
|                     | Estadísticas López 23 Basualdo 10 Basualdo, López 4 | Boxscore Pts Reb Asts                 | Estadísticas Shittu 15 Shittu 8 Nembhard 3 | Pabellón: Osvaldo Casanova Stadium, Bahía Blanca |  |

## Ronda final

### Clasificación del quinto al octavo
| 13 de junio de 2015 | Puerto Rico                            | 81–70                                | Venezuela                                      |                                                  |  |
| 16:45 (UTC)         | Parciales: 21–18, 12–16, 22–27, 26–9   | Parciales: 21–18, 12–16, 22–27, 26–9 | Parciales: 21–18, 12–16, 22–27, 26–9           |                                                  |  |
|                     | Estadísticas Ayala 29 Natal 12 Ayala 6 | Boxscore Pts Reb Asts                | Estadísticas Lenuz 17 3 players 7 Mora, Paez 3 | Pabellón: Osvaldo Casanova Stadium, Bahía Blanca |  |

| 13 de junio de 2015 | México                                                     | 69–80                                 | Brasil                                      |                                                  |  |
| 19:00 (UTC)         | Parciales: 16–14, 17–20, 12–14, 24–32                      | Parciales: 16–14, 17–20, 12–14, 24–32 | Parciales: 16–14, 17–20, 12–14, 24–32       |                                                  |  |
|                     | Estadísticas S.Martinez 18 Álvarez 13 A.Martinez, Willis 2 | Boxscore Pts Reb Asts                 | Estadísticas Silva 19 Nunes 13 Dos Santos 8 | Pabellón: Osvaldo Casanova Stadium, Bahía Blanca |  |

### Semifinales
| 13 de junio de 2015 | Canadá                                       | 95–49                                | Colombia                               |                                                  |  |
| 21:15 (UTC)         | Parciales: 25–16, 20–11, 25–14, 25–8         | Parciales: 25–16, 20–11, 25–14, 25–8 | Parciales: 25–16, 20–11, 25–14, 25–8   |                                                  |  |
|                     | Estadísticas Barrett 17 Shittu 12 Nembhard 6 | Boxscore Pts Reb Asts                | Estadísticas Frink 15 Herrera 5 Melo 3 | Pabellón: Estadio Osvaldo Casanova, Bahía Blanca |  |

| 13 de junio de 2015 | Estados Unidos                                                  | 119–76                               | Argentina                                       |                                                  |  |
| 23:30 (UTC)         | Parciales: 33–17, 27–9, 32–22, 27–28                            | Parciales: 33–17, 27–9, 32–22, 27–28 | Parciales: 33–17, 27–9, 32–22, 27–28            |                                                  |  |
|                     | Estadísticas Howard, Brown 16 Vanderbilt, Carter Jr. 7 Howard 5 | Boxscore Pts Reb Asts                | Estadísticas Pérez Tapia 20 Bettiga 6 Bettiga 4 | Pabellón: Osvaldo Casanova Stadium, Bahía Blanca |  |

## Juegos finales

### Séptimo lugar
| 14 de junio de 2015 | Venezuela                                        | 80–71                                | México                                        |                                                  |  |
| 15:45 (UTC)         | Parciales: 13–6, 15–20, 23–17, 29–28             | Parciales: 13–6, 15–20, 23–17, 29–28 | Parciales: 13–6, 15–20, 23–17, 29–28          |                                                  |  |
|                     | Estadísticas Mora 17 A.Rodriguez, Pino 10 Paez 7 | Boxscore Pts Reb Asts                | Estadísticas Landin 15 A.Martinez 15 Landin 3 | Pabellón: Osvaldo Casanova Stadium, Bahía Blanca |  |

### Quinto lugar
| 14 de junio de 2015 | Puerto Rico                                       | 43–62                               | Brasil                                                      |                                                  |  |
| 19:00 (UTC)         | Parciales: 14–14, 7–14, 13–21, 9–13               | Parciales: 14–14, 7–14, 13–21, 9–13 | Parciales: 14–14, 7–14, 13–21, 9–13                         |                                                  |  |
|                     | Estadísticas Quiñonez 16 Millet 5 Ayala, Placer 3 | Boxscore Pts Reb Asts               | Estadísticas Goncalves 19 Goncalves 14 Santos, Dos Santos 4 | Pabellón: Osvaldo Casanova Stadium, Bahía Blanca |  |

### Tercer lugar
| 14 de junio de 2015 | Argentina                                        | 74–59                                 | Canadá                                          |                                                  |  |
| 20:15 (UTC)         | Parciales: 18–20, 16–15, 17–14, 23–10            | Parciales: 18–20, 16–15, 17–14, 23–10 | Parciales: 18–20, 16–15, 17–14, 23–10           |                                                  |  |
|                     | Estadísticas López, Baralle 15 Bettiga 9 López 3 | Boxscore Pts Reb Asts                 | Estadísticas Frink 26 Frink 8 Rivera, Benitez 2 | Pabellón: Osvaldo Casanova Stadium, Bahía Blanca |  |

### Final
| 14 de junio de 2015 | Estados Unidos                                                          | 77–60                               | Colombia                                     |                                                  |  |
| 22:30 (UTC)         | Parciales: 3–19, 24–18, 22–14, 28–9                                     | Parciales: 3–19, 24–18, 22–14, 28–9 | Parciales: 3–19, 24–18, 22–14, 28–9          |                                                  |  |
|                     | Estadísticas Trent Jr., Vanderbilt 19 Vanderbilt, Carter Jr. 10 Jones 3 | Boxscore Pts Reb Asts               | Estadísticas Shittu 18 Shittu 14 3 players 2 | Pabellón: Osvaldo Casanova Stadium, Bahía Blanca |  |

|                                   |
| Bandera de Estados Unidos         |
| Campeón Estados Unidos 4.º título |

## Posiciones finales
| Pos.              | Equipo         | Récord |
| ----------------- | -------------- | ------ |
| Medalla de oro    | Estados Unidos | 5–0    |
| Medalla de plata  | Colombia       | 4–1    |
| Medalla de bronce | Argentina      | 3–2    |
| 4                 | Canadá         | 2–3    |
| 5                 | Brasil         | 2–3    |
| 6                 | Puerto Rico    | 2–3    |
| 7                 | Venezuela      | 1–4    |
| 8                 | México         | 1–4    |

|  | Calificado para el Campeonato Mundial de Baloncesto Sub-17 de 2016 |

## Clasificados al Campeonato Mundial Sub-17 2016
| Bandera de Argentina | Bandera de Canadá | Bandera de Colombia | Bandera de Estados Unidos |
| Argentina            | Canadá            | Colombia            | Estados Unidos            |
| -------------------- | ----------------- | ------------------- | ------------------------- |